# Kétszázadik (antológia)
A Kétszázadik egy ünnepi sci-fi-novellaantológia, mely a Galaktika Fantasztikus Könyvek-sorozat kétszázadik kiadványa. A kötet 2009-ben jelent meg, és huszonnégy novellát tartalmaz magyar és külföldi szerzőktől egyaránt. A Kétszázadik az Ötvenedik című, 1977-ben megjelent Kozmosz Fantasztikus Könyvek antológia szellemi folytatása.

## Novellák
Kétszázadik. 24 fantasztikus novella; szerk. Németh Attila; Metropolis Media, Bp., 2009 (Galaktika fantasztikus könyvek)
- Németh Attila: A Galaktika ösvényein (bevezető szöveg)
- Isaac Asimov: Hatalomérzet (The Feeling of Power)
- Nemere István: A háború 11-kor kezdődik
- E. C. Tubb: Bukott angyal (Fallen Angel)
- Kasztovszky Béla: Gyógynövények
- Arkagyij és Borisz Sztrugackij: Vándorlókról és utazókról (O sztransztvujusih i putyesesztvujusih)
- Kánai András: Bábel folyói
- Robert Silverberg: Schwartz a galaxisok között (Schwartz Between the Galaxies)
- Kovács „Tücsi” Mihály: A miniszterelnök-jelölt
- Ted Chiang: Kilélegzés (Exhalation)
- László Zoltán: Temetői járat
- Mike Resnick: Hittétel (An Article of Faith)
- Takács Boglárka: Az asztal
- Jean-Claude Dunyach: Az emberi test rabságában (Trajectoire de chair)
- Somlai Nóra: A farmer és a lányka
- Elisabetta Vernier: Embargó (Embargo)
- Antal József: Távlatok
- Szergej Lukjanyenko: Mint férfi a férfival (Muzsszkoj razgovor)
- Szélesi Sándor: Hogyan szabaduljunk meg önmagunktól
- Gustavo Valente: Az utolsó út (La ultima carrera)
- F. Tóth Benedek: Hiszed vagy sem
- Jonathan Lethem: Katasztronauta (Lostronaut)
- Galántai Zoltán: Aszterión háza
- Robert Charles Wilson: A megfigyelő (The Observer)
- Tom Anderson: A projekt
- Az eddig megjelent Kozmosz és Galaktika Fantasztikus Könyvek teljes listája